# كأس الاتحاد الإنجليزي 1894–95
كأس الاتحاد الإنجليزي 1894–95 (بالإنجليزية: 1894–95 FA Cup)‏ هو الموسم 24 من  كأس الاتحاد الإنجليزي. أقيم خلال الفترة 6 أكتوبر 1894 وحتى 20 أبريل 1895، والذي يشرف على تنظيمه الاتحاد الإنجليزي لكرة القدم، وكان عدد الأندية المشاركة فيه  32، وفاز فيه أستون فيلا.